# Ryda landskommun
Ryda landskommun var en tidigare kommun i dåvarande Skaraborgs län.

## Administrativ historik
När kommunbegreppet infördes i samband med att 1862 års kommunalförordningar trädde i kraft inrättades över hela landet cirka 2 400 landskommuner.
I Ryda socken i Barne härad i Västergötland inrättades denna kommun.
Vid kommunreformen 1952 bildade den storkommun tillsammans med landskommunerna Hällum, Naum, Skarstad, Södra Kedum och Önum.
Den 1 januari 1957 överfördes till Levene landskommun ett område omfattande en areal av 0,27 km², varav 0,26 km² land, och 108 invånare.
Den 1 januari 1967 upplöstes den och området fördes till Vara köping som från 1971 blev Vara kommun.
Kommunkoden var 1952-1966 1606.

### Kyrklig tillhörighet
I kyrkligt hänseende tillhörde kommunen Ryda församling. Den 1 januari 1952 tillkom församlingarna Hällum, Naum, Skarstad, Södra Kedum och Önum.

## Geografi
Ryda landskommun omfattade den 1 januari 1952 en areal av 141,38 km², varav 140,76 km² land.

### Tätorter i kommunen 1960
I Ryda landskommun fanns tätorten Arentorp, som hade 275 invånare den 1 november 1960. Tätortsgraden i kommunen var då 7,4 procent.

## Politik

### Mandatfördelning i valen 1938-1962
| 4 | 4 | 7 |

| 14 |

| 3 | 12 |

| 15 |

| 3 | 12 |

| 14 |

| 6 | 12 | 13 | 4 |

| 35 |

| 6 | 13 | 12 | 4 |

| 35 |

| 5 | 14 | 12 | 4 |

| 35 |

| 6 | 13 | 3 | 13 |

| 34 |